# Evan J. Crane
Evan Jay Crane  (* 14. Februar 1889 in Columbus (Ohio); † 30. Dezember 1966 ebenda) war ein US-amerikanischer Chemiker. 1915 bis 1958 war er Herausgeber von Chemical Abstracts.

## Leben
Crane erwarb 1911 seinen Abschluss in Chemie von der Ohio State University, deren Ehrendoktor er 1938 erhielt. Danach arbeitete er bis zu seiner Pensionierung 1958 und darüber hinaus für den Chemical Abstract Service (CAS) in Columbus. Anfangs war dort Austin M. Patterson sein Chef.
Neben seinen Beiträgen zum Erschließen der chemischen Literatur leistete er auch wichtige Beiträge zur chemischen Nomenklatur.
1951 erhielt er die Priestley-Medaille und 1953 den Austin M. Patterson Award. Er war erster Vorsitzender der Abteilung Chemische Literatur der American Chemical Society. 1937 erhielt er die Chemical Industry Medal.

## Schriften
- mit Austin M. Patterson: A guide to the literature of chemistry, Wiley 1927, 2. Auflage mit Eleanor B. Marr 1957